# Bunuri mobile din domeniul științele naturii clasate în patrimoniul cultural național al României aflate în județul Mehedinți
Acestă listă conține bunurile mobile din domeniul științele naturii clasate în Patrimoniul cultural național al României aflate la momentul clasării în județul Mehedinți.

## Fond
| Foto | Informații generale                                          | Detalii tehnice | Descriere | Deținător                                               | Legături |
| ---- | ------------------------------------------------------------ | --- | --- | ------------------------------------------------------- | -------- |
|      | Hepatica nobilis; Miller 1768                                | Descoperit: jud. CARAȘ-SEVERIN, com. Oraș Băile Herculane, Băile Herculane, Domogled Dimensiuni: 13 cm | Exemplarul are o dimensiune de 13 cm. La baza tulpinii se găsesc svame late, membranoase, brune. Lamina frunzelor 3- lobată, cu lobi lat ovați, cu marginea întreagă. Tulpina este scapiformă, neramificată. | Muzeul Regiunii Porților de Fier, Drobeta Turnu-Severin | Cimec    |
|      | Hepatica nobilis; Miller 1768                                | Descoperit: jud. MEHEDINȚI, com. Dubova, Dubova, Valea Macroniei Dimensiuni: 21 cm | Exemplarul are o dimensiune de 21 cm. La baza tulpinii se găsesc svame late, membranoase, brune. Lamina frunzelor 3- lobată, cu lobi lat ovați, cu marginea întreagă. Tulpina este scapiformă, neramificată. | Muzeul Regiunii Porților de Fier, Drobeta Turnu-Severin | Cimec    |
|      | Hepatica nobilis; Miller 1768                                | Descoperit: jud. MEHEDINȚI, com. Dubova, Dubova, Valea Macroniei Dimensiuni: 17 cm | Exemplarul are o dimensiune de 21 cm. La baza tulpinii se găsesc svame late, membranoase, brune. Lamina frunzelor 3- lobată, cu lobi lat ovați, cu marginea întreagă. Tulpina este scapiformă, neramificată. | Muzeul Regiunii Porților de Fier, Drobeta Turnu-Severin | Cimec    |
|      | Ranunculus ilyricus; L. 1753                                 | Descoperit: jud. MEHEDINȚI, com. Municipiul Drobeta-Turnu Severin, Gura Văii, Valea Oglănicului Dimensiuni: 36,5 cm | Exemplarul are o dimensiune de 36,5 cm. Tulpina este erectă, alb lânoasă. Frunzele bazale sunt pețiolate, fin ascuțite, albe, cu peri deși, adpreși. Frunzele superioare sunt trisectate, liniar lanceolate. Florile sunt galben deschis, lucitoare. | Muzeul Regiunii Porților de Fier, Drobeta Turnu-Severin | Cimec    |
|      | Ranunculus ilyricus; L. 1753                                 | Descoperit: jud. MEHEDINȚI, com. Municipiul Drobeta-Turnu Severin, Gura Văii, Valea Oglănicului Dimensiuni: 32 cm | Exemplarul are o dimensiune de 36,5 cm. Tulpina este erectă, alb lânoasă. Frunzele bazale sunt pețiolate, fin ascuțite, albe, cu peri deși, adpreși. Frunzele superioare sunt trisectate, liniar lanceolate. Florile sunt galben deschis, lucitoare. | Muzeul Regiunii Porților de Fier, Drobeta Turnu-Severin | Cimec    |
|      | Carpinus grandis (Unger, 1850)                               | Descoperit: jud. MEHEDINȚI, com. DEVESEL, BATOȚI, Malul Dunării Dimensiuni: L: 110 mm; La: 47 mm | Frunză de formă eliptică, cu vârful acut, baza lipsește, iar marginea este compus dințată. Nervațiunea penată, de tip craspedodrom simplu; nervura primară ușor sinuoasă se subțiază de la bază spre vârf; nervurile secundare, alterne, paralele; nervațiunea terțiară formează o rețea cu ochiuri dreptunghiulare. | Muzeul Regiunii Porților de Fier, Drobeta Turnu-Severin | Cimec    |
|      | Quercus (Kovacs, 1962)                                       | Descoperit: jud. MEHEDINȚI, com. DEVESEL, BATOȚI, Malul Dunării Dimensiuni: L: 130 mm; La: 38 mm | Frunză lanceolată, cu vârful acut și baza probabil rotunjită. Marginea este lobată, cu lobi triunghiulari și sinusuri rotunjite. Nervațiune penat craspedodromă; nervura primară evidentă se subțiază de la bază spre vârf, cu 9 perechi de nervuri secundare, alterne desprinse sub unghiuri descrescente spre partea superioară. | Muzeul Regiunii Porților de Fier, Drobeta Turnu-Severin | Cimec    |
|      | Byttneriophyllum tiliaefolium (Al. Br.) (Knobloch et Kvacek) | Descoperit: jud. MEHEDINȚI, com. DEVESEL, BATOȚI, Malul Dunării Dimensiuni: L: 75 mm; La: 33 mm | Fragment dintr-o frunză palmată, camptodromă, cu nervuri laterale din care se desprind nervuri secundare unite între ele printr-o rețea dreptunghiulară tipică de nervuri terțiare. | Muzeul Regiunii Porților de Fier, Drobeta Turnu-Severin | Cimec    |
|      | Fagus silesiaca (Walther & Zastawniak, 1991)                 | Descoperit: jud. MEHEDINȚI, com. DEVESEL, BATOȚI, Malul Dunării Dimensiuni: L: 105 mm; La: 50 mm | Frunză ovat-lanceolată, cu vârful acut, baza abrupt îngustată și marginea rar dințată cu dinți mici triunghiulari, în care se termină nervurile secundare. Nervațiune penată craspedodrom, cu nervura principală puternică, dreaptă în partea inferioară și ușor ondulată în jumătatea superioară. Nervurile secundare sunt 12 perechi. | Muzeul Regiunii Porților de Fier, Drobeta Turnu-Severin | Cimec    |
|      | Carya serraefolia (Goeppert) (Kräusel, 1920)                 | Descoperit: jud. MEHEDINȚI, com. DEVESEL, BATOȚI, Malul Dunării Dimensiuni: L: 110 mm; La: 48 mm | Impresiunea unei foliole eliptice, ușor asimetrică și falciformă, cu vârful și baza lipsă, iar marginea grosier serată. Nervațiunea caracteristică penat craspedodrom, cu nervura primară curbă, subțiindu-se spre vârf, iar nervurile secundare curbate și ramificate spre margini, fiecare ramificație pătrunzând în dinții de margine. | Muzeul Regiunii Porților de Fier, Drobeta Turnu-Severin | Cimec    |
|      | Zelkova zelkovefolia (Unger 1843) (Buzek et Kotlaba, 1963)   | Descoperit: jud. MEHEDINȚI, com. DEVESEL, BATOȚI, Malul Dunării Dimensiuni: L: 26 mm; La: 25 mm | Impresiunea unei frunze eliptice, fără vârf și bază. Marginea este serată, cu dinții lați, orientați oblic în sus. Sinusul este ascuțit și puțin adâncit. Nervațiunea penat craspedodrom simplu, cu nervura primară dreaptă, puternică, nervurile secundare ușor arcuite, alterne sau subpuse. Nervațiunea terțiară nu se distinge. Specie frecventă în paleoflorele din Europa, dar a fost găsită și în China și Japonia. | Muzeul Regiunii Porților de Fier, Drobeta Turnu-Severin | Cimec    |
|      | Fagus sylvatica L.                                           | Descoperit: jud. MEHEDINȚI, com. DEVESEL, BATOȚI, Malul Dunării Dimensiuni: L: 87 mm; La: 65 mm | Impresiunea unei frunze ovat-eliptice, cu vârful acut, fără bază și marginea ondulată. Nervațiune penată craspedodrom, cu nervura principală puternică, dreaptă în partea inferioară și ușor ondulată în jumătatea superioară, unde se subțiază. Nervurile secundarei sunt alterne și paralele, iar cele terțiare sunt puțin vizibile. | Muzeul Regiunii Porților de Fier, Drobeta Turnu-Severin | Cimec    |
|      | Quercus drymeja (Unger, 1847)                                | Descoperit: jud. MEHEDINȚI, com. DEVESEL, BATOȚI, Malul Dunării Dimensiuni: L: 50 mm; La: 20 mm | Fragment de frunză lanceolată, cu vârful acut și fără bază. Marginea este dințată, cu dinți mici, orientați în sus, aproape egal distanțați. Nervațiune penată craspedodromă, cu nervura primară sinuasă ce se subțiază de la bază spre vârf. Nervațiunea secundară este foarte slab vizibilă. | Muzeul Regiunii Porților de Fier, Drobeta Turnu-Severin | Cimec    |
|      | Carya serraefolia (Goeppert, 1885) (Kräusel, 1920)           | Descoperit: jud. MEHEDINȚI, com. DEVESEL, BATOȚI, Malul Dunării Dimensiuni: L: 220 mm; La: 43 mm | Impresiunea unei foliole eliptice, ușor asimetrică și falciformă, iar marginea grosier serată. Nervațiunea caracteristică penat craspedodrom, cu nervura primară curbă, subțiindu-se de la bază spre vârf, iar nervurile secundare curbate și ramificate spre margine, fiecare ramificație pătrunzând în dinții de margine. | Muzeul Regiunii Porților de Fier, Drobeta Turnu-Severin | Cimec    |
|      | Fagus silesiaca (Walther & Zastawniak, 1991)                 | Descoperit: jud. MEHEDINȚI, com. DEVESEL, BATOȚI, Malul Dunării Dimensiuni: L: 90 mm; La: 50 mm | Frunză ovat-lanceolată, cu vârful acut, baza abrupt îngustată și marginea rar dințată cu dinți mici triunghiulari, în care se termină nervurile secundare. Nervațiune penată craspedodromă, cu nervura primară puternică, dreaptă în partea inferioară și ușor ondulată în jumătatea superioară. | Muzeul Regiunii Porților de Fier, Drobeta Turnu-Severin | Cimec    |
|      | Berchemia multinervis (Al. Braun 1837) (Heer, 1859)          | Descoperit: jud. MEHEDINȚI, com. DEVESEL, BATOȚI, Malul Dunării Dimensiuni: L: 40 mm; La: 25 mm | Frunză de formă suborbiculată, cu vârful rotunjit, margine întreagă, cu baza asimetric subrotundă. Pețiolul are o lungime de 9 mm. Nervațiunea penată camptodromă, cu nervura primară evidentă se curbează și se subțiază ușor spre vârf, nervurile secundare sunt subțiri, cu unghiuri de emergență ce scad de la bază spre vârf, cu traiectul subparalel și ușor arcuit până la marginea limbului unde se arcuiesc puternic. | Muzeul Regiunii Porților de Fier, Drobeta Turnu-Severin | Cimec    |
|      | Fagus silesiaca (Walther & Zastawniak, 1991)                 | Descoperit: jud. MEHEDINȚI, com. DEVESEL, BATOȚI, Malul Dunării Dimensiuni: L: 95 mm; La: 50 mm | Frunză ovat-lanceolată, fără vârful, baza abrupt îngustată și marginea rar dințată cu dinți mici triunghiulari, în care se termină nervurile secundare. Nervațiune penată craspedodromă, cu nervura primară puternică, dreaptă în partea inferioară. | Muzeul Regiunii Porților de Fier, Drobeta Turnu-Severin | Cimec    |
|      | Carpinus grandis (Unger, 1850)                               | Descoperit: jud. MEHEDINȚI, com. DEVESEL, BATOȚI, Malul Dunării Dimensiuni: L: 80 mm; La: 35 mm | Frunză de formă eliptică, cu vârful acut, baza lipsește. Nervațiunea penată, de tip craspedodrom simplu; nervura primară ușor sinuoasă se subțiază de la bază spre vârf; nervurile secundare, alterne, paralele; nervațiunea terțiară slab vizibilă. | Muzeul Regiunii Porților de Fier, Drobeta Turnu-Severin | Cimec    |
|      | Fagus silesiaca (Walther & Zastawniak, 1991)                 | Descoperit: jud. MEHEDINȚI, com. DEVESEL, BATOȚI, Malul Dunării Dimensiuni: L: 65 mm; La: 40 mm | Frunză ovat-lanceolată, cu vârful acuminat și marginea rar dințată cu dinți mici triunghiulari, în care se termină nervurile secundare. Nervațiune penată craspedodrom, cu nervura principală puternică, dreaptă în partea inferioară și ușor ondulată în jumătatea superioară. | Muzeul Regiunii Porților de Fier, Drobeta Turnu-Severin | Cimec    |
|      | Populus populina (Brongniart) (Knobloch, 1964)               | Descoperit: jud. MEHEDINȚI, com. DEVESEL, BATOȚI, Malul Dunării Dimensiuni: L: 60 mm; La: 40 mm | Impresiunea unei frunze ovată, vârful acut, baza rotunjită. Nervațiunea este actinodromă, perfect marginală. Nervura principală ușor sinuoasă, cu nervuri laterale desprinse chiar din marginea laminei. De pe fața inferioară a nervurilor laterale se desprinde cinci nervuri secundare ușor curbate înspre sus. | Muzeul Regiunii Porților de Fier, Drobeta Turnu-Severin | Cimec    |
|      | Acer tricuspidatum (Bronn, 1838)                             | Descoperit: jud. MEHEDINȚI, com. DEVESEL, BATOȚI, Malul Dunării Dimensiuni: L: 60 mm; La: 65 mm | Impresiunea unei frunze trilobate, cu marginile lobilor dublu serate cu dinți de dimensiuni diferite. Nervațiunea de tip actinodrom bazal perfect marginal, cu nervura primară evidentă, din care pornește o pereche de nervuri secundare care se termină în dinții mari de pe margine. | Muzeul Regiunii Porților de Fier, Drobeta Turnu-Severin | Cimec    |
|      | Castanea kubinyii (Kovats, 1851)                             | Descoperit: jud. MEHEDINȚI, com. DEVESEL, BATOȚI, Malul Dunării Dimensiuni: L: 55 mm; La: 30 mm | Impresiunea unei frunze ovat-lanceolate, fără vârf, cu baza subrotundă. Marginea bine păstrată, este dințată, cu dinții rari, acuți îndreptați în sus, separați prin sinusuri rotunde. Nervațiune penat craspedodromă, nervura primară dreaptă, evidentă din care se desprind nervurile secundare, paralele și drepte, ce se termină în dinții de pe margine. | Muzeul Regiunii Porților de Fier, Drobeta Turnu-Severin | Cimec    |
|      | Cornus sp.                                                   | Descoperit: jud. MEHEDINȚI, com. DEVESEL, BATOȚI, Malul Dunării Dimensiuni: L: 70 mm; La: 45 mm | Impresiune aproape completă, de formă eliptică, cu vârful probabil acut, cu baza corodată și marginea întreagă slab ondulată. Nervațiunea penat camptodromă, cu nervura primară puternică la bază și subțiată spre vârf, nervurile secundare sunt subțiri, foarte curbate, prima pereche fiind paralelă cu marginea frunzei. Nervațiunea terțiară nu s-a păstrat decât pe alocuri și formează o rețea. | Muzeul Regiunii Porților de Fier, Drobeta Turnu-Severin | Cimec    |
|      | Alnus cecropiaefolia (Ettingshausen, 1851) (Berger, 1955)    | Descoperit: jud. MEHEDINȚI, com. DEVESEL, BATOȚI, Malul Dunării Dimensiuni: L: 60 mm; La: 40 mm | Impresiunea unei frunze de formă larg eliptică, vârful obtuz, fără bază și marginea dublu dințată, cu dinți regulați îndreptați în sus. Nervațiune penat craspedodrom simplu cu nervura principală puternică, groasă spre bază se diminuează spre vârf, nervurile secundare alterne sau subopuse au unghiuri de emergență ce scad spre partea superioară. Nervurile terțiare alcătuiesc o rețea tipică de dreptunghiuri paralele. | Muzeul Regiunii Porților de Fier, Drobeta Turnu-Severin | Cimec    |
|      | Alnus cecropiaefolia (Ettingshausen, 1851) (Berger, 1955)    | Descoperit: jud. MEHEDINȚI, com. DEVESEL, BATOȚI, Malul Dunării Dimensiuni: L: 65 mm; La: 35 mm | Contraimpresiunea unei frunze de formă larg eliptică, vârful obtuz, fără bază și marginea dublu dințată, cu dinți regulați îndreptați în sus. Nervațiune penat craspedodrom simplu cu nervura principală puternică, groasă spre bază se diminuează spre vârf, nervurile secundare alterne sau subopuse au unghiuri de emergență ce scad spre partea superioară. Nervurile terțiare alcătuiesc o rețea tipică de dreptunghiuri paralele. | Muzeul Regiunii Porților de Fier, Drobeta Turnu-Severin | Cimec    |
|      | Alnus cecropiaefolia (Ettingshausen, 1851) (Berger, 1955)    | Descoperit: jud. MEHEDINȚI, com. DEVESEL, BATOȚI, Malul Dunării Dimensiuni: L: 95 mm; La: 70 mm | Frunză de formă larg eliptică, vârful pierdut, baza rotunjită și marginea dublu dințată, cu dinți regulați îndreptați în sus. Nervațiune penat craspedodrom simplu cu nervura principală puternică, groasă spre bază se diminuează spre vârf, nervurile secundare alterne sau subopuse. Nervurile terțiare alcătuiesc o rețea tipică de dreptunghiuri paralele. | Muzeul Regiunii Porților de Fier, Drobeta Turnu-Severin | Cimec    |
|      | Populus populina (Brongniart) (Knobloch, 1964)               | Descoperit: jud. MEHEDINȚI, com. DEVESEL, BATOȚI, Malul Dunării Dimensiuni: L: 60 mm; La: 50 mm | Impresiunea unei frunze ovată, vârful acut, baza rotunjită. Nervațiunea este actinodromă, perfect marginală. Nervura principală ușor sinuoasă, cu nervuri laterale desprinse chiar din marginea laminei. De pe fața inferioară a nervurilor laterale se desprind cinci nervuri secundare ușor curbate înspre sus. | Muzeul Regiunii Porților de Fier, Drobeta Turnu-Severin | Cimec    |
|      | Fagus silesiaca (Walther & Zastawniak, 1991)                 | Descoperit: jud. MEHEDINȚI, com. DEVESEL, BATOȚI, Malul Dunării Dimensiuni: L: 45 mm; La: 20 mm | Frunză ovat-lanceolată, cu vârful acuminat, baza abrupt îngustată și marginea rar dințată cu dinți mici triunghiulari, în care se termină nervurile secundare. Nervațiune penată craspedodrom, cu nervura principală puternică, dreaptă în partea inferioară și ușor ondulată în jumătatea superioară. | Muzeul Regiunii Porților de Fier, Drobeta Turnu-Severin | Cimec    |
|      | Quercus kovacsi (E. Kovács, 1962)                            | Descoperit: jud. MEHEDINȚI, com. DEVESEL, BATOȚI, Malul Dunării Dimensiuni: L: 90 mm; La: 38 mm | Frunză lanceolată, cu vârful acut și baza subrotunjită. Marginea este lobată, cu lobi triunghiulari și sinusuri rotunjite. Nervațiune penat craspedodromă; nervura primară evidentă se subțiază de la bază spre vârf, cu 11 perechi de nervuri secundare, alterne desprinse sub unghiuri descrescente spre partea superioară. | Muzeul Regiunii Porților de Fier, Drobeta Turnu-Severin | Cimec    |
|      | Alnus cecropiaefolia (Ettingshausen, 1851) (Berger, 1955)    | Descoperit: jud. MEHEDINȚI, com. DEVESEL, BATOȚI, Malul Dunării Dimensiuni: L: 85 mm; La: 60 mm | Impresiunea unei frunze de formă larg eliptică, vârful obtuz, fără bază și marginea dublu dințată, cu dinți regulați îndreptați în sus. Nervațiune penat craspedodrom simplu cu nervura principală puternică, groasă spre bază se diminuează spre vârf, nervurile secundare alterne sau subopuse au unghiuri de emergență ce scad spre partea superioară. Nervurile terțiare alcătuiesc o rețea tipică de dreptunghiuri paralele. | Muzeul Regiunii Porților de Fier, Drobeta Turnu-Severin | Cimec    |
|      | Ulmus pyramidalis (Goeppert, 1855)                           | Descoperit: jud. MEHEDINȚI, com. DEVESEL, BATOȚI, Malul Dunării Dimensiuni: L: 90 mm; La: 45 mm | Impresiunea unei frunze, cu baza vizibil asimetrică, cu marginea serată și nervațiune penată, tipic craspedodromă. Nervurile secundare sunt opuse sau sub opuse, iar una dintre ele bifurcată tipic de la jumătate. | Muzeul Regiunii Porților de Fier, Drobeta Turnu-Severin | Cimec    |
|      | Quercus cf. kodorica (Kolakovski, 1964)                      | Descoperit: jud. MEHEDINȚI, com. DEVESEL, BATOȚI, Malul Dunării Dimensiuni: L: 130 mm; La: 38 mm | Impresiunea unei frunze eliptice, fără vârf, cu baza rotunjită, marginea penat lobată și cu lobii dispuși neregulat, de diferite dimensiuni. Nervațiunea este penat craspedodromă simplu, cu nervura primară pronunțată, groasă la bază, subțiindu-se spre vârf, iar nervurile secundare sunt drepte. | Muzeul Regiunii Porților de Fier, Drobeta Turnu-Severin | Cimec    |
|      | Rhamnus cf. gaudini (Heer)                                   | Descoperit: jud. MEHEDINȚI, com. DEVESEL, BATOȚI, Malul Dunării Dimensiuni: L: 60 mm; La: 20 mm | Impresiunea unei frunze eliptice, ce se îngustează mai repede spre vârf, începând mai sus de mijloc și mai ușor înspre bază, care este rotunjită, ușor cordată. Nervațiunea penat simplu craspedodromă, nervura principală evidentă, dreaptă și se subțiază de la bază înspre vârf. Nervurile secundare sunt slab arcuite până aproape de marginea frunzei, unde se arcuiesc puternic. | Muzeul Regiunii Porților de Fier, Drobeta Turnu-Severin | Cimec    |
|      | Castanea atavia (Unger, 1850)                                | Descoperit: jud. MEHEDINȚI, com. DEVESEL, BATOȚI, Malul Dunării Dimensiuni: L: 100 mm; La: 50 mm | Impresiunea unei frunze lanceolate, cu lățimea maximă în partea mediană, aplatizându-se spre vârf și baza asimetric subcordată. Nervațiune penat craspedodrom, cu nervura principală dreaptă, evidentă, iar nervurile secundare sunt paralele și drepte, terminându-se în dinți puternici cu sinusuri rotunjite. | Muzeul Regiunii Porților de Fier, Drobeta Turnu-Severin | Cimec    |
|      | Betula pseudoluminiferă (Givulescu, 1979)                    | Descoperit: jud. MEHEDINȚI, com. DEVESEL, BATOȚI, Malul Dunării Dimensiuni: L: 60 mm; La: 50 mm | Impresiunea unui fragment de frunză ovată, cu baza asimetric rotunjită, vârful rupt, marginea compus serată, cu dinți de ordinul I, de tip acuminat, în dreptul nervurilor secundare, iar între ei 2-3 dinți de ordinul II de aceeași formă, dar de dimensiuni mai mici. Nervațiune penat craspedodrom simplu, cu nervura principală dreaptă, evidentă în bază, subțiindu-se spre vârf, nervurile secundare ușor curbate în partea bazală, devin drepte spre vârf și se termină în dinți de ordinul I. | Muzeul Regiunii Porților de Fier, Drobeta Turnu-Severin | Cimec    |
|      | Alnus cecropiaefolia (Ettingshausen, 1851) (Berger, 1955)    | Descoperit: jud. MEHEDINȚI, com. DEVESEL, BATOȚI, Malul Dunării Dimensiuni: L: 130 mm; La: 90 mm | Impresiunea unei frunze de formă larg eliptică, vârful obtuz, fără bază și marginea dublu dințată, cu dinți regulați îndreptați în sus. Nervațiune penat craspedodrom simplu cu nervura principală puternică, groasă spre bază se diminuează spre vârf, nervurile secundare alterne sau subopuse au unghiuri de emergență ce scad spre partea superioară. Nervurile terțiare alcătuiesc o rețea tipică de dreptunghiuri paralele. | Muzeul Regiunii Porților de Fier, Drobeta Turnu-Severin | Cimec    |
|      | Alnus cecropiaefolia (Ettingshausen, 1851) (Berger, 1955)    | Descoperit: jud. MEHEDINȚI, com. DEVESEL, BATOȚI, Malul Dunării Dimensiuni: L: 130 mm; La: 85 mm | Contraimpresiunea unei frunze de formă larg eliptică, vârful obtuz, fără bază și marginea dublu dințată, cu dinți regulați îndreptați în sus. Nervațiune penat craspedodrom simplu cu nervura principală puternică, groasă spre bază se diminuează spre vârf, nervurile secundare alterne sau subopuse au unghiuri de emergență ce scad spre partea superioară. Nervurile terțiare alcătuiesc o rețea tipică de dreptunghiuri paralele. | Muzeul Regiunii Porților de Fier, Drobeta Turnu-Severin | Cimec    |
|      | Vitis teutonica (Al. Braun, 1854)                            | Descoperit: jud. MEHEDINȚI, com. DEVESEL, BATOȚI, Malul Dunării Dimensiuni: L: 45 mm; La: 50 mm | Impresiunea unei frunze trilobate, cu vârful lobilor atenuat, cu marginea grosier simplu dințată, cu dinți specifici. Nervațiunea este de tip actinodrom bazal perfect marginal, cu trei nervuri primare, ușor curbate, subțire spre vârf. Nervurile secundare de tipul craspedodrom pornesc din nervura mediană și sunt ușor curbate. Atât vârful secundarelor cât și vârfulrile ramificațiilor acestora pătrund în dinții de pe margine. | Muzeul Regiunii Porților de Fier, Drobeta Turnu-Severin | Cimec    |
|      | Acer Integerrimum (Viviani, 1833) Massalongo, 1859           | Descoperit: jud. MEHEDINȚI, com. DEVESEL, BATOȚI, Malul Dunării | Frunză asimetrică, palmată, cu cinci lobi din care s-au păstrat doar trei; cu marginea întreagă, vârful acuminat și baza cordată. Lobul păstrat al perechii inferioare este lățit în partea mediană și are vârful prelung. Nervațiunea actinodromă, nervurile principale pornesc din bază, iar nervurile secundare sunt captodrome. | Muzeul Regiunii Porților de Fier, Drobeta Turnu-Severin | Cimec    |
|      | Mammuthus trogontherii (Pohlig, 1885)                        | Descoperit: jud. Mehedinți, com. DEVESEL, BATOȚI, Terasa a treia (Băilești) de 27 - 35 m a Dunării Dimensiuni: L: 254 mm; Î: 90 mm; Î porț.: 22 mm; Î coroană: 19 mm; Gr smalț: 3 mm                                              | Molarul 3 superior stâng este conservat bine împreună cu un fragment palatal dur. Lungimea maximă este de 254 mm, înălțimea în porțiunea anterioară este 90 mm, în cea posterioară 19 mm, înălțimea coronară aproximativ (măsurată palatal) în partea interioară este de 19 mm, în partea posterioară de 55 mm. Suparafața de masticație este de 235 x 107 mm și prezintă 15 lame (7 lame /10 cm). Lame contopite: 1-3, lame complete: 4-10, lame în formare 11-15. Grosimea smalțului este de 3 mm. Suprafața de masticație este plat orizontală, iar în porțiunea anterioară prezintă o uzură pronunțată în plan concav.                                                                                                   | Muzeul Regiunii Porților de Fier, Drobeta Turnu-Severin | Cimec    |
|      | Mammuthus trogontherii (Pohlig, 1885)                        | Descoperit: jud. Mehedinți, com. DEVESEL, BATOȚI, Terasa a treia (Băilești) de 27 - 35 m a Dunării Dimensiuni: L max: 285 mm; L molar: 231,5 mm; Î porț. ant.: 115 mm; Î porț. post: 198 mm; Î coroană: 16 mm; Gr smalț: 2,5-3 mm | Molarul 3 superior drept prezintă brâul alveolar bine conservat, atât palatal cât și ocluzal. Lungimea maximă este de 285 mm, lungime molar este de 231,5 mm, înălțimea în porțiunea anterioară 115 mm, în cea posterioară este de 198 mm, înălțimea coronară aproximativ (măsurată palatal) în partea interioară este de 16 mm, în partea posterioară de 61 mm. Suparafața de masticație este de 223 x 104 mm și prezintă 12 lame (6 lame /10 cm). Lame contopite: 1-2, lame complete; 3-10, lame în formare 11-12. Grosimea smalțului este de 2,5-3 mm. Suprafața de masticație are porțiunea anterioară puternic uzată, prima lamă cariată.                                                                               | Muzeul Regiunii Porților de Fier, Drobeta Turnu-Severin | Cimec    |
|      | Mammuthus trogontherii (Pohlig, 1885)                        | Descoperit: jud. Mehedinți, com. DEVESEL, BATOȚI, Terasa a treia (Băilești) de 27 - 35 m a Dunării Dimensiuni: L: 630 mm; LA max. circumf. art.: 252 mm; LA extrem dist.: 109 mm                                                  | Fragment din cubitus stâng la care epifiza proximală este parțial păstrată, dar numai pe partea anterioară. Pe partea posterioară osul este rupt pe toată lungimea. Lungimea totală este de 630 mm, lățimea maximă la circumferința articulară de 252 mm, iar lățimea la extremitatea distală de 109 mm. Un fragment de dimensiuni mai reduse reprezentând epifiza distală este neracordabil. El are lungimea maximă de 155 mm, și diametrul antroposterior de 173 mm. | Muzeul Regiunii Porților de Fier, Drobeta Turnu-Severin | Cimec    |
|      | Mammuthus trogontherii (Pohlig, 1885)                        | Descoperit: jud. Mehedinți, com. DEVESEL, BATOȚI, Terasa a treia (Băilești) de 27 - 35 m a Dunării Dimensiuni: L: 630 mm; LA max. circumf. art.: 252 mm; LA extrem dist.: 109 mm                                                  | Un fragment din epifiza distală cubitus cu lățimea corpului distal de 155 mm. | Muzeul Regiunii Porților de Fier, Drobeta Turnu-Severin | Cimec    |
|      | Mammuthus trogontherii (Pohlig, 1885)                        | Descoperit: jud. Mehedinți, com. DEVESEL, BATOȚI, Terasa a treia (Băilești) de 27 - 35 m a Dunării Dimensiuni: L ext: 1605 mm; DL: 669 mm; DLA: 641 mm                                                                            | Incisivul superior stâng a fost reconstituit din cinci fragmente a= 300x178x158, b= 365x173, c=470x175x174, d=470x143x148 și e=600x122x127 mm (cifrele indică lungimea fragmentelor măsurate pe curba exterioară, diametrul vertical și cel orizontal în porțiunea distală a fiecărui fragment). Din cele cinci fragmente primele două s-au racordat perfect, restul rupturilor fiind puternic fragmentate. Fragmentul cel mai deteriorat a fost recondiționat fixându-se lamelele cu tendință de exfoliere. Fildeșul este ușor compimat, având forma circulară mai pronunțată spre vârf. Apexul este rupt. Pe axul orizontal se constată o uzură mai accentuată. Se presupune că fildeșul a avut o lungime de 2800-3000 mm. | Muzeul Regiunii Porților de Fier, Drobeta Turnu-Severin | Cimec    |
|      | Mammuthus trogontherii (Pohlig, 1885)                        | Descoperit: jud. Mehedinți, com. DEVESEL, BATOȚI, Terasa a treia (Băilești) de 27 - 35 m a Dunării Dimensiuni: L: 285 mm; D prox: 141x128 mm; D dist: 134x118 mm                                                                  | Fragmentul este probabil din incisivul superior drept, aproape de vârf. Prezintă o fisurare pronunțată longitudinal și transversal, cimentată cu un sediment nisipos fin de culoare gălbuie. | Muzeul Regiunii Porților de Fier, Drobeta Turnu-Severin | Cimec    |
|      | Mammuthus trogontherii (Pohlig, 1885)                        | Descoperit: jud. Mehedinți, com. DEVESEL, BATOȚI, Terasa a treia (Băilești) de 27 - 35 m a Dunării Dimensiuni: D: 255 mm; DLA: 277 mm                                                                                             | Fragmentul prezintă diametrul anteroposterior la caput humeri de 25 mm, iar diametrul medio lateral de 277 mm. Șanțul intertubercular este foarte pronunțat. Lateral, sub creasta tuberculului mare, se distinge linia de sincondroză, după care se presupune că piesa aparține unui individ tânăr, dar bine dezvoltat. | Muzeul Regiunii Porților de Fier, Drobeta Turnu-Severin | Cimec    |
|      | Mammuthus trogontherii (Pohlig, 1885)                        | Descoperit: jud. Mehedinți, com. DEVESEL, BATOȚI, Terasa a treia (Băilești) de 27 - 35 m a Dunării Dimensiuni: L: 122 mm; D: 173 mm                                                                                               | Fragmentul din epifiza distală de radius (stâng ?) are lungimea de 122 mm și diametrul anteroposterior de 186 mm. | Muzeul Regiunii Porților de Fier, Drobeta Turnu-Severin | Cimec    |
|      | Mammuthus trogontherii (Pohlig, 1885)                        | Descoperit: jud. Mehedinți, com. DEVESEL, BATOȚI, Terasa a treia (Băilești) de 27 - 35 m a Dunării Dimensiuni: L: 300 mm; LA: 189 mm                                                                                              | Fragment din osul femural și anume din epifiza distală păstrându-se aproape în întregime epicondilul medial împreună cu incizura intercondilică. Lungimea și înălțimea maximă a fragmentului este de 300x189 mm, iar diametrul anteroposterior și mediolateral al epicondilului măsurat la baza incizurii intercondilice este de 173x120 mm. | Muzeul Regiunii Porților de Fier, Drobeta Turnu-Severin | Cimec    |
|      | Mammuthus trogontherii (Pohlig, 1885)                        | Descoperit: jud. Mehedinți, com. DEVESEL, BATOȚI, Terasa a treia (Băilești) de 27 - 35 m a Dunării Dimensiuni: L1: 160 mm; D: 26 mm; L2: 111 mm; LA: 23 mm                                                                        | Fragment de coastă reprezentat din două bucăți cu o lungime totală de aproximativ 271 mm. | Muzeul Regiunii Porților de Fier, Drobeta Turnu-Severin | Cimec    |
|      | Mammuthus trogontherii (Pohlig, 1885)                        | Descoperit: jud. Mehedinți, com. DEVESEL, BATOȚI, Terasa a treia (Băilești) de 27 - 35 m a Dunării Dimensiuni: L1: 115 mm; LA1: 39 mm; L2: 94 mm; LA2: 60 mm; L3: 162 mm; LA3: 75 mm                                              | Fragment de os lat reprezentat din trei bucăți cu o lungime totală de aproximativ 371 mm. | Muzeul Regiunii Porților de Fier, Drobeta Turnu-Severin | Cimec    |
|      | Mammuthus trogontherii (Pohlig, 1885)                        | Descoperit: jud. Mehedinți, com. DEVESEL, BATOȚI, Terasa a treia (Băilești) de 27 - 35 m a Dunării Dimensiuni: L1: 320 mm; LA: 95 mm; Gr: 1,3 mm; L2: 87 mm; LA2: 69 mm                                                           | Două fragmente de fildeș cu o lungime totală de aproximativ 407 mm. Fragmentul mai mare fiind deteriorat a fost recondiționat fixându-se lamelele cu tendință de exfoliere. | Muzeul Regiunii Porților de Fier, Drobeta Turnu-Severin | Cimec    |
|      | Mammuthus trogontherii (Pohlig, 1885)                        | Descoperit: jud. Mehedinți, com. DEVESEL, BATOȚI, Terasa a treia (Băilești) de 27 - 35 m a Dunării Dimensiuni: Lmax: 510 mm; DL: 140 mm                                                                                           | Fragment de diafază de femur reconstituit din două bucăți cu o lungime totală de aproximativ 510 mm. | Muzeul Regiunii Porților de Fier, Drobeta Turnu-Severin | Cimec    |
|      | Mammuthus trogontherii (Pohlig, 1885)                        | Descoperit: jud. Mehedinți, com. DEVESEL, BATOȚI, Terasa a treia (Băilești) de 27 - 35 m a Dunării Dimensiuni: Lmax: 420 mm | Fragment de vertebră toracică reconstituit cu o lungime de aproximativ 420 mm. | Muzeul Regiunii Porților de Fier, Drobeta Turnu-Severin | Cimec    |
|      | Mammuthus trogontherii (Pohlig, 1885)                        | Descoperit: jud. Mehedinți, com. DEVESEL, BATOȚI, Terasa a treia (Băilești) de 27 - 35 m a Dunării Dimensiuni: L1: 158 mm; LA: 155 mm; L2: 123 mm                                                                                 | Fragment de vertebră toracică reprezentat din două bucăți cu o lungime totală de 281 mm. | Muzeul Regiunii Porților de Fier, Drobeta Turnu-Severin | Cimec    |
|      | Mammuthus trogontherii (Pohlig, 1885)                        | Descoperit: jud. Mehedinți, com. DEVESEL, BATOȚI, Terasa a treia (Băilești) de 27 - 35 m a Dunării Dimensiuni: L: 122 mm; D: 186 mm                                                                                               | Fragment de humerus cu o lungime de 122 mm și diametrul anteroposterior de 186 mm. | Muzeul Regiunii Porților de Fier, Drobeta Turnu-Severin | Cimec    |